# Carrer Vell de Sant Julià del Llor
El Carrer Vell de Sant Julià del Llor és una via pública de Sant Julià del Llor i Bonmatí (Selva) inclosa a l'Inventari del Patrimoni Arquitectònic de Catalunya.

## Descripció
El carrer Vell, situat al peu de la muntanya de Sant Julià, a la riba del Ter, està format per un seguit de 12 cases de dues i tres plantes amb coberta de doble vessant a façana que tenen, a l'altre costat del carrer, els seus corresponents pallers, magatzems o estances agrícoles. Generalment solen tenir badius a les últimes plantes i la façana arrebossada. El paviment del carrer ha estat emporlanat recentment, possiblement durant les obres de restauració del pont que van començar el 1999. Un dels elements interessants d'aquests habitatges és que contenen llindes gravades del segle xviii, que fan referència a la seva construcció o reforma.
L'altra factor d'interès és que estan agrupades al voltant de l'entrada del pont medieval que comunicava Sant Julià amb la Cellera. Una de les cases, la de número 3, té, a la part dreta del segon pis, tocant amb una de les finestres, una creu pintada matusserament sobre una fornícula d'arc de mig punt que conté la imatge d'un sant. Aquesta mateixa casa destaca per la decoració, pintada i amb forma triangular, del seu ràfec en els seus tres nivells de rajoles i teula. D'entre les llindes amb inscripcions, podem destacar-ne algunes. Per exemple, la del número 1 és feta de pedra calcària monolítica i està centralitzada per una doble creu: 17 + 7 AVe MARIA PU (ríssi) MA NARSIS PeRACAULA. La llinda de la casa del número 3 és també calcària i monolítica, encara que està fracturada. Diu: 17 + (7) 5 RECONOSETE · SIEMPRE · AD IOS · PRESENTE MIQUEL ÿLLA. I la llinda de la casa del número 5, també calcari, predica: 17 + 75 DAMIA PAJES ME FECIT.

## Història
Sant Julià del Llor és un poble rural de masies disperses. Té un nucli urbà, poc poblat, amb tres agrupaments d'habitatges que formen carrers pintorescos i inconnexos: El carrer Vell, prop de l'antic pont medieval, el carrer Nou, sota l'ermita de Sant Julià, i el carrer Petit, format per cases noves. Les cases del carrer Vell foren construïdes a la vora del camí que duia a La Cellera pel pont medieval durant la segona meitat del segle xviii i principis del segle xix.
El 1777, el 13 de desembre, un aiguat de grans proporcions recordat amb el nom de “l'aiguat de Santa Llúcia” va deixar el pont del carrer vell sense riu. A partir d'aquest moment es va intensificar el ja existent trànsit del riu mitjançant barques de transport públic. Aquest pont medieval de Sant Julià ha restat parcialment per què l'esmentat aiguat va provocar la desviació del riu pel seu lloc actual. Malgrat això, durant l'aiguat de 1940 caigué l'última arcada, la més propera a La Cellera. El trànsit de barques era necessari en aquesta zona per què el Ter, en les seves freqüents crescudes, solia endur-se qualsevol construcció de factura humana. Aquesta tradició del transport fluvial per barca va tenir continuïtat fins a finals del segle XX (1987), quan va morir La Beba, l'última barquera del Ter entre Sant Julià i La Cellera.